# Palmarès dell'Hockey Bassano
L'Hockey Bassano nella sua storia si è aggiudicato due scudetti (2003-2004 e 2008-2009) nonché due Coppe Italia e due Supercoppe; a livello internazionale ha conquistato una Coppa CERS (2011-2012) e una Coppa del Mondo per club (2006), disputando nel complesso cinque finali di coppa. 

## Competizioni ufficiali
9 trofei

### Competizioni nazionali
6 trofei
- Campionato italiano: 2

2003-2004, 2008-2009
- Coppa Italia: 2

1980-1981, 2003-2004
- Supercoppa italiana: 2

2007, 2009

### Competizioni internazionali
2 trofei
- Coppa CERS/WSE: 1

2011-2012
- Coppa del Mondo per club: 1

2006

### Altre competizioni
1 trofeo
- Campionato italiano di serie B/A2: 1

1989-1990

## Altri piazzamenti

### Competizioni nazionali
- Campionato italiano:

2º posto / Finale play-off scudetto: 1984-1985, 1985-1986, 1993-1994, 2002-2003, 2004-2005, 2005-2006
3º posto / Semifinale play-off scudetto: 1986-1987, 1992-1993, 1999-2000, 2000-2001, 2001-2002, 2006-2007, 2007-2008, 2013-2014, 2020-2021
- Coppa Italia:

Finale: 1996-1997, 2000-2001, 2002-2003, 2004-2005, 2006-2007, 2011-2012, 2016-2017
Semifinale: 1983-1984, 1984-1985, 1999-2000, 2001-2002, 2022-2023, 2024-2025
- Coppa di Lega/Federation Cup:

Finale: 2000-2001, 2009-2010, 2017-2018, 2018-2019
Semifinale: 1998-1999, 1999-2000
- Supercoppa italiana:

Finale: 2005

### Competizioni internazionali
- Coppa dei Campioni/Champions League/Eurolega

Finale: 2006-2007
Semifinale: 2008-2009
- Coppa CERS/WSE

Finale: 1985-1986, 2003-2004, 2004-2005
Semifinale: 2002-2003, 2012-2013
- Supercoppa d'Europa/Coppa Continentale:

Finale: 2012-2013
- Coppa del Mondo per club:

Semifinale: 2008

## Vittorie multiple
- Doppiette (Campionato e Coppa Italia): 1

2003-2004